# 于貝席
于貝席是瑞士的城鎮，位於該國中西部，由伯恩州負責管轄，面積4.4平方公里，九成土地是農業用地，海拔高度685米，2011年人口682，人口密度每平方公里155人。

## 外部連結
- （德文） Official website（页面存档备份，存于）